# Jackie Walorski
Jacqueline Renae Walorski (South Bend, 17 agosto 1963 – Nappanee, 3 agosto 2022) è stata una politica statunitense, membro della Camera dei Rappresentanti per lo stato dell'Indiana dal 2013 al 2022.

## Biografia
Nata e cresciuta nell'Indiana, dopo gli studi la Walorski lavorò come reporter per la stazione televisiva locale.
Successivamente si interessò alla politica e dopo aver aderito al Partito Repubblicano venne eletta all'interno della legislatura statale dell'Indiana. Dopo tre mandati alla Camera dei Rappresentanti dell'Indiana, la Walorski decise di concorrere per la Camera dei Rappresentanti nazionale, candidandosi contro il deputato democratico in carica Joe Donnelly. La competizione fu molto combattuta e alla fine la Walorski perse con un solo punto percentuale di scarto.
Due anni dopo Donnelly lasciò la Camera per candidarsi al Senato e la Walorski decise di concorrere nuovamente per il seggio. Questa volta fu lei a sconfiggere l'avversario democratico con un margine pari a un punto percentuale e approdò così al Congresso. Fu riconfermata per altri quattro mandati negli anni successivi. Il 3 agosto del 2022, di ritorno da un evento pubblico, l'auto su cui viaggiava la signora Walorski restò coinvolta in un incidente con un altro veicolo. Tutti gli occupanti, tra cui la deputata, restarono uccisi nell'impatto.
Jackie Walorski era considerata una repubblicana conservatrice ed era sposata con l'insegnante Dean Swihart.